# Miracula S. Adalberti
Miracula S. Adalberti (Cuda św. Wojciecha) – opis cudów św. Wojciecha w języku łacińskim z XIII wieku.
Miracula powstały w latach 1260–1295. Ich autor był prawdopodobnie związany z Gnieznem (co sugeruje nazwanie Gniezna stolicą Polski) lub Trzemesznem. W literaturze naukowej wiąże się powstanie dzieła z nakazem synodalnym arcybiskupa gnieźnieńskiego Jakuba Świnki z 1285, nakazującym ożywienie kultu św. Wojciecha.
Dzieło oparte było na wcześniejszym żywocie św. Wojciecha, znanym jako Tempore illo. Autor Cudów znał także Żywot św. Stanisława, autorstwa Wincentego z Kielczy, i być może inne, niezachowane źródła. Dzieło nie opisuje nowych cudów, zawiera jedynie opisy cudów znane także z innych przekazów. Miracula S. Adalberti były dość rozpowszechnione i zachowało się 9–10 przekazów. Zwykle jednak nie występowały w rękopisach samodzielnie, lecz razem z innymi żywotami św. Wojciecha (zwłaszcza z Żywotem pierwszym) jako ich uzupełnienie.
Miracula zostały opublikowane drukiem w 1841 w serii Monumenta Germaniae Historica (tom 4) oraz w 1884 w serii Monumenta Poloniae Historica (tom 4).